# The Hoople
The Hoople è un album in studio del gruppo musicale inglese Mott the Hoople, pubblicato nel 1974.

## Tracce
- Side A

1. The Golden Age of Rock 'n' Roll – 3:26
2. Marionette – 5:08
3. Alice – 5:20
4. Crash Street Kidds – 4:31

- Side B

1. Born Late '58 – 4:00
2. Trudi's Song – 4:26
3. Pearl 'N' Roy (England) – 4:31
4. Through the Looking Glass – 4:37
5. Roll Away the Stone – 3:10

## Formazione
- Ian Hunter - voce, piano, chitarra
- Pete "Overend" Watts - basso, voce, chitarre
- Dale "Buffin" Griffin - batteria, voce, percussioni
- Ariel Bender - chitarra, voce, slide guitar
- Morgan Fisher - tastiere, sintetizzatore